# Hugo Sperrle
Hugo Sperrle (7 tháng 2 năm 1885 tại Ludwigsburg - 2 tháng 4 năm 1953 tại München) là một trong số các thống chế của Không quân Đức (Luftwaffe). Trong Thế chiến thứ hai, Sperrle là tư lệnh Tập đoàn quân Không quân số 3 (Luftflotte 3) đóng trên đất Pháp có nhiệm vụ đánh phá Anh và sau đó là tổng chỉ huy toàn bộ lực lượng không quân Đức ở phía Tây. Sau chiến tranh, ông bị đưa ra tòa án Nuremberg xét xử nhưng được tha bổng.

## Cuộc đời

### Những năm đầu cuộc đời
Sperrle sinh ngày 7 tháng 2 năm 1885 tại Ludwigsburg, con của một người ủ rượu bia. Ông bắt đầu sự nghiệp trong quân đội khi gia nhập vào trung đoàn bộ binh Württemberg số 126 khi còn là hạ sĩ quan vào tháng 1 năm 1903. Khi Thế chiến thứ nhất bùng nổ, ông đang theo học một khóa huấn luyện về tác xạ pháo binh.

### Thế chiến thứ nhất
Ông bắt đầu cuộc chiến với vị trí quan sát viên trên phi cơ thuộc Phi đội Dã chiến 4 (Feldfliegerabteilung 4). Cuối năm 1914, ông được phong quân hàm đại úy (Hauptmann). Sau khi được đào tạo bay, ông lần lượt trở thành chỉ huy trưởng Phi đội Dã chiến 42 và 60 và sau đó là Không đoàn 13 trước khi giữ chức hiệu trưởng trường Quan sát Không quân tại Cologne.
Tháng 2 năm 1916, Sperrle gặp một tai nạn trong khi bay, chiếc máy bay của ông vỡ tan, riêng ông bị thương nặng. Hai tháng sau, ông trở lại nhiệm vụ. Vào cuối cuộc chiến, ông là người chỉ huy toàn bộ phi cơ của Tập đoàn quân số 7 tại mặt trận phía Tây. Sau khi chiến tranh kết thúc, ông giành được nhiều huân chương, trong đó có Huân chương Thập tự sắt Hạng II và Huân chương Hiệp sĩ Hoàng gia Hohenzollern với Gươm.

### Giữa hai cuộc thế chiến
Sau chiến tranh, do không quân Đức bị giải tán, Sperrle chuyển qua làm việc tại lục quân cho đến cuối thập niên 30 với nhiều chức vụ khác nhau. Ngày 1 tháng 10 năm 1926, ông được phong quân hàm thiếu tá, trung tá vào ngày 1 tháng 2 năm 1931 và đại tá vào cuối năm 1933.
Đầu năm 1934, cùng với sự hồi sinh trở lại của không quân Đức, tài năng và sự hiểu biết của Sperrle đã giúp ông được trọng dụng khi ông nắm quyền chỉ huy sư đoàn không quân số 1 (1. Flieger-Division) đồng thời là chỉ huy không lực lục quân, chịu trách nhiệm vùng trời Berlin. Từ Ngày 1 tháng 10 năm 1935, ông được phong quân hàm thiếu tướng và giao chỉ huy Không quân Vùng V (Luftkreise V), căn cứ tại München.
Trong cuộc Nội chiến Tây Ban Nha, Sperrle đã trở thành chỉ huy trưởng đầu tiên của Lữ đoàn Chim ưng (Legion Condor) từ tháng 11 năm 1936 đến tháng 10 năm 1937 tập hợp các phi công tình nguyện của Luftwaffe tham gia cuộc chiến. Đơn vị dưới trướng ông bao gồm một phi đoàn oanh tạc cơ, một phi đoàn chiến đấu cơ, một phi đoàn không lực hải quân và hai khẩu đội pháo phòng không. Speerle chỉ chịu trách nhiệm trước duy nhất tướng Francisco Franco. Ông đã mở cuộc tấn công vào căn cứ hải quân Cộng hòa tại Cartagena vào ngày 15 tháng 11 năm 1937, buộc hạm đội Cộng hòa phải chạy khỏi cảng để tránh bị tiêu diệt. Sperrle cũng là người đã ra lệnh ném bom Guernica. Tháng 4 năm 1937, ông được thăng Trung tướng. Tham mưu trưởng của ông là Wolfram Freiherr von Richthofen, người về sau cũng trở thành thống chế. Sperrle chuyển trọng trách chỉ huy Legion Condor lại cho Helmuth von Volkmann vào ngày 31 tháng 10 năm 1937 và trở về Đức.
Sau khi trở về từ Tây Ban Nha, ngày 1 tháng 11 năm 1937, ông được phong quân hàm Thượng tướng Không quân (General der Flieger). Ngày 1 tháng 2 năm 1938, ông bắt đầu nắm quyền chỉ huy Tập đoàn quân Không quân số 3 (Luftflotte 3) tại München, vị trí mà ông sẽ nắm giữ trong suốt giai đoạn còn lại của sự nghiệp.

### Thế chiến thứ hai
Trong Thế chiến thứ hai, Tập đoàn quân Không quân số 3 của Sperrle chủ yếu hoạt động ở Mặt trận phía Tây. Sau chiến thắng tại Pháp, Sperrle là một trong nhiều sĩ quan được phong quân hàm thống chế (Generalfeldmarschall) vào ngày 19 tháng 7 năm 1940. Ông cũng là một trong những người đã đề nghị cần tiêu diệt Không quân Hoàng gia Anh để tạo điều kiện thuận lợi cho cuộc đổ bộ lên nước này.
Trong Trận chiến nước Anh từ tháng 6 năm 1940 đến tháng 4 năm 1941, Tập đoàn quân Không quân số 3 của Speerle xuất phát từ miền Bắc nước Pháp đã đóng một vai trò quan trọng. Đơn vị của ông và Tập đoàn quân Không quân số 2 của thống chế Albert Kesselring có tổng cộng 929 máy bay chiến đấu, 875 máy bay ném bom và 316 máy bay tiêm kích. Tháng 9 năm 1940, Sperrle đã có tranh cãi với Albert Kesselring và Hermann Göring về việc không quân Đức chuyển mục tiêu ném bom sang các khu dân cư thay vì các sân bay của Anh như trước đây. Ngày 3 tháng 3 năm 1943, ông được lệnh của Hitler ném bom London để trả đũa vụ không quân Anh ném bom Berlin hai ngày trước đó. Tuy nhiên, trong 100 tấn bom được không quân Đức thả xuống, chỉ có 12 tấn bom trúng vào London. Ngày 5 tháng 3, tại một cuộc họp, Hitler đã chỉ trích sự yếm kém của Tập đoàn quân Không quân số 3 và bắt đầu không còn tin cậy Sperrle.
Khi Chiến tranh Xô-Đức bùng nổ, người Đức chỉ còn giữ lại ở mặt trận phía Tây một lực lượng không quân tương đối yếu và tất cả đều nằm trong biên chế của Tập đoàn quân Không quân số 3. Speerle sau đó trở thành tổng chỉ huy toàn bộ lực lượng không quân Đức ở phía Tây với tổng hành dinh đặt tại Paris từ tháng 7 năm 1940 với cá nhân ông sống một cách cực kỳ sang trọng tại Cung điện Luxembourg.
Đầu tháng 6 năm 1944, trước cuộc đổ bộ gần kề của Đồng Minh lên đất Pháp, trên giấy tờ, Tập đoàn quân Không quân số 3 chỉ còn 319 máy bay có thể tác chiến đối đầu với gần 9.000 máy bay của Đồng Minh. Ngoài ra, đơn vị còn phải bắt buộc sử dụng những phi công huấn luyện nửa chừng và bản thân Sperrle bắt đầu có thái độ bất mãn với Hitler và Göring. Những phi đội khu trục cơ đã hứa hẹn đang từ Đức đến thường không bao giờ tới. Với lực lượng này, không quân Đức không đủ khả năng để tham gia vào công việc phòng thủ và cuối cùng, vào ngày 18 tháng 8 năm 1944, Speerle bị bãi chức và từ đó cho đến hết chiến tranh, ông không còn được trọng dụng trở lại.

### Những ngày cuối đời
Sperrle bị quân Anh bắt giữ tại Baravia vào ngày 1 tháng 5 năm 1945 và đưa ra tòa án Nuremberg xét xử về tội phạm chiến tranh nhưng được tuyên tha bổng vào ngày 27 tháng 10 năm 1948. Ông là một trong số bốn thống chế Đức được xét xử vô can tại phiên tòa này.
Sperrle mất ngày 2 tháng 4 năm 1953 tại München. Thi hài của ông được an táng tại một đài tưởng niệm gần sân bay Lechfeld.

## Khen thưởng
- Huân chương Thập tự Sắt (1914) Hạng II và I[14]
- Huân chương Sư Tử Zähringer có hình Lá Cây sồi và Bảo kiếm[14] ngày 18 tháng 5 năm 1915
- Huân chương Hoàng gia Hohenzollern với hình Bảo kiếm[14] ngày 31 tháng 3 năm1917
- Huy hiệu phi công quân sự Phổ[14]
- Huânc hương Chữ thập hiệp sĩ của Württemberg[14]
- Huân chương Medalla de la Campaña Española
- Cruz de Guerra (Huân chương Thập tự Chiến tranh Tây Ban Nha)
- Huy hiệu phi công Tây Ban Nha
- Huy hiệu kết hợp phi công-quan sát viên với Vàng và Kim cương ngày 19 tháng 11 năm 1937
- Huân chương Thập tự Tây Ban Nha với vàng và kim cương[15]
- Huân chương Chữ thập Hiệp sĩ của Thập tự sắt ngày 17 tháng 5 năm 1940[16]